# Tina Röklander
Tina Röklander, född 1967, är en svensk sångerska från Enköping. Hon medverkade i den svenska Melodifestivalen 1994 med melodin "Kom och dela min hemlighet", som slutade på delad fjärdeplats. Hon är gift och har två barn. Tina sjöng flera demoversioner för melodifestivallåtar under 90-talet, bland annat låtarna ”Änglar” och ”Let your spirit fly”. Hon släppte ett flertal singlar internationellt.